# Susan Hayward
Susan Hayward (nascida Edythe Marrenner; Nova York, 30 de junho de 1917 - Hollywood, 14 de março de 1975) foi uma modelo e atriz norte-americana. Ela alcançou reconhecimento por sua atuação como Angie Evans em Desespero (1947), recebendo a primeira de suas cinco indicações ao Oscar de melhor atriz.
O sucesso de Hayward continuou ao longo da década de 1950, quando ela recebeu indicações ao prêmio por Meu Maior Amor (1949), Meu Coração Canta (1952) e Eu Chorarei Amanhã (1955), ganhando a estatueta por sua performance da presidiária no corredor da morte, Barbara Graham em Eu quero viver! (1958).
Após o seu segundo casamento e a subsequente mudança para a Geórgia, suas aparições em filmes tornaram-se raras, embora ela tenha continuado atuando no cinema e na televisão até 1972. Ela morreu em 1975 de câncer no cérebro.

## Biografia
Começou como modelo logo depois de terminar o colégio e foi descoberta por David O. Selznick. Aprovada em um teste cinematográfico, estreou com sucesso em Beau Geste, em 1939, ao lado de Gary Cooper.
Outros filmes de sucesso da atriz foram As Neves do Kilimanjaro, Demetrius e os Gladiadores, Duelo de Paixões, Meu Coração Canta, David e Betsabá, Casei-Me Com Uma Bruxa, Eu Chorarei Amanhã e Desespero, que lhe deu sua primeira indicação ao Oscar.
Em 1953, ela recebeu o prêmio de Melhor Atriz no Festival de Cannes por seu trabalho em Eu Chorarei Amanhã.
Em 1958, ganhou o Oscar de melhor atriz, por sua interpretação na fita Quero Viver, onde vivia uma garçonete acusada por um homicídio.

## Morte
Susan Hayward faleceu vítima de um tumor no cérebro. Encontra-se sepultada no Our Lady of Perpetual Help Cemetery, Carrollton, Geórgia nos Estados Unidos.

## Filmografia

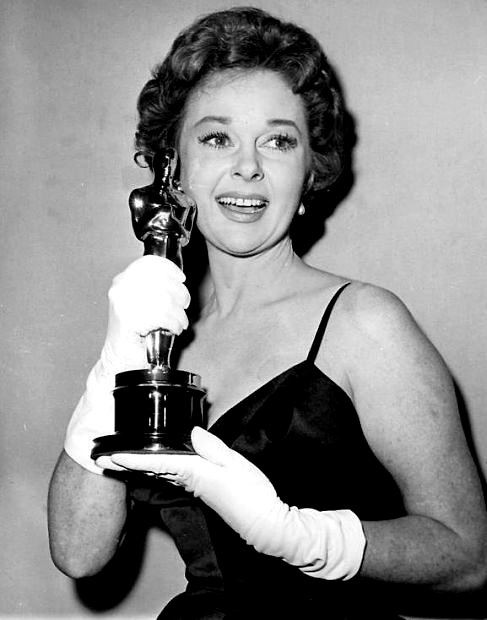
Susan Hayward no Oscar 1959, posando para fotos com seu Oscar de melhor atriz.

| Ano  | Título                                   | Papel                                  | Notas |
| ---- | ---------------------------------------- | -------------------------------------- | --- |
| 1937 | Hollywood Hotel                          | Starlet at table                       | Não consta dos créditos |
| 1938 | The Amazing Dr. Clitterhouse             | Patient                                | Cenas retiradas |
| 1938 | The Sisters                              | Telephone operator                     | Não consta dos créditos |
| 1938 | Girls on Probation                       | Gloria Adams                           | |
| 1938 | Comet Over Broadway                      | Amateur Actress                        | Não consta dos créditos |
| 1938 | Campus Cinderella                        | Co-Ed                                  | Pequena participação |
| 1939 | Beau Geste                               | Isobel Rivers                          | |
| 1939 | Our Leading Citizen                      | Judith Schofield                       | |
| 1939 | $1,000 a Touchdown                       | Betty McGlen                           | |
| 1941 | Adam Had Four Sons                       | Hester Stoddard                        | |
| 1941 | Sis Hopkins                              | Carol Hopkins                          | |
| 1941 | Among the Living                         | Millie Pickens                         | |
| 1942 | Reap the Wild Wind                       | Cousin Drusilla Alston                 | |
| 1942 | The Forest Rangers                       | Tana 'Butch' Mason                     | |
| 1942 | I Married a Witch                        | Estelle Masterson                      | |
| 1942 | Star Spangled Rhythm                     | Herself - Genevieve in Priorities Skit | |
| 1942 | A Letter from Bataan                     | Mrs. Mary Lewis                        | |
| 1943 | Young and Willing                        | Kate Benson                            | |
| 1943 | Hit Parade of 1943                       | Jill Wright                            | |
| 1943 | Jack London                              | Charmian Kittredge                     | |
| 1944 | The Fighting Seabees                     | Constance Chesley                      | |
| 1944 | Macaco Peludo                            | Mildred Douglas                        | |
| 1944 | And Now Tomorrow                         | Janice Blair                           | |
| 1944 | Skirmish on the Home Front               | Molly Miller                           | Pequena participação |
| 1946 | Deadline at Dawn                         | June Goth                              | |
| 1946 | Canyon Passage                           | Lucy Overmire                          | |
| 1947 | Smash-Up, the Story of a Woman           | Angelica 'Angie'/'Angel' Evans Conway  | Nomeada—Óscar de Melhor Atriz |
| 1947 | They Won't Believe Me                    | Verna Carlson                          | |
| 1947 | The Lost Moment                          | Tina Bordereau                         | |
| 1948 | Tap Roots                                | Morna Dabney                           | |
| 1948 | The Saxon Charm                          | Janet Busch                            | |
| 1949 | Tulsa                                    | Cherokee Lansing                       | |
| 1949 | House of Strangers                       | Irene Bennett                          | |
| 1949 | My Foolish Heart                         | Eloise Winters                         | Nomeada—Óscar de Melhor Atriz |
| 1951 | Screen Snapshots: Hopalong in Hoppy Land | ela mesma                              | Pequena participação |
| 1951 | I'd Climb the Highest Mountain           | Mary Elizabeth Eden Thompson           | |
| 1951 | Rawhide                                  | Vinnie Holt                            | |
| 1951 | I Can Get It for You Wholesale           | Harriet Boyd                           | |
| 1951 | David and Bathsheba                      | Bathsheba                              | |
| 1952 | With a Song in My Heart                  | Jane Froman                            | - Globo de Ouro de melhor atriz em série de comédia ou musical - Nomeada—Óscar de Melhor Atriz |
| 1952 | The Snows of Kilimanjaro                 | Helen                                  | |
| 1952 | The Lusty Men                            | Louise Merritt                         | |
| 1953 | The President's Lady                     | Rachel Donelson                        | |
| 1953 | White Witch Doctor                       | Ellen Burton                           | |
| 1954 | Demetrius and the Gladiators             | Messalina                              | |
| 1954 | Garden of Evil                           | Leah Fuller                            | |
| 1955 | Untamed                                  | Katie O'Neill (Kildare) (Van Riebeck)  | |
| 1955 | Soldier of Fortune                       | Mrs. Jane Hoyt                         | |
| 1955 | I'll Cry Tomorrow                        | Lillian Roth                           | - Prêmio de interpretação feminina (Festival de Cannes) - Nomeada—Óscar de Melhor Atriz - Nomeada—BAFTA de melhor atriz em cinema |
| 1956 | The Conqueror                            | Bortai                                 | |
| 1957 | Top Secret Affair                        | Dorothy 'Dottie' Peale                 | |
| 1958 | I Want to Live!                          | Barbara Graham                         | - Óscar de Melhor Atriz - Prémio David di Donatello para a Melhor Atriz Estrangeira - Globo de Ouro de melhor atriz em série dramática - Prémio Laurel para o Melhor Desempenho Dramático Feminino (2º lugar) - Prémio do Festival Mar del Plata de melhor Atriz - Prémio de Melhor Atriz do New York Film Critics Circle Awards - Premios Sant Jordi de Cinematografía de Melhor Atriz Estrangeira - Nomeada—BAFTA de melhor atriz em cinema |
| 1959 | Thunder in the Sun                       | Gabrielle Dauphin                      | |
| 1959 | Woman Obsessed                           | Mary Sharron                           | |
| 1961 | The Marriage-Go-Round                    | Content Delville                       | |
| 1961 | Ada                                      | Ada Gillis                             | |
| 1961 | Back Street                              | Rae Smith                              | |
| 1962 | I Thank a Fool                           | Christine Allison                      | |
| 1963 | Stolen Hours                             | Laura Pember                           | |
| 1964 | Where Love Has Gone                      | Valerie Hayden Miller                  | |
| 1967 | The Honey Pot                            | Mrs. Lone Star Crockett Sheridan       | |
| 1967 | Valley of the Dolls                      | Helen Lawson                           | |
| 1967 | Think Twentieth                          | Herself                                | |
| 1972 | The Revengers                            | Elizabeth Reilly                       | |
| 1972 | Heat of Anger                            | Jessie Fitzgerald                      | Filme de televisão |
| 1972 | Say Goodbye Maggie Cole                  | Dr. Maggie Cole                        | Filme de televisão |